# Larisa Tsagarayeva
Larisa Víktorovna Tsagarayeva –en ruso, Лариса Викторовна Цагараева– (Vladikavkaz, 4 de octubre de 1958) es una deportista soviética que compitió en esgrima, especialista en la modalidad de florete.
Participó en los Juegos Olímpicos de Moscú 1980, obteniendo una medalla de plata en la prueba por equipos (junto con Valentina Sidorova, Nailia Guiliazova, Yelena Belova y Irina Ushakova). Ganó una medalla de oro en el Campeonato Mundial de Esgrima de 1981, también por equipos.

## Palmarés internacional
| Juegos Olímpicos   | Juegos Olímpicos           | Juegos Olímpicos | Juegos Olímpicos    |
| Año                | Lugar                      | Medalla          | Prueba              |
| ------------------ | -------------------------- | ---------------- | ------------------- |
| 1980               | Moscú (URSS)               | Medalla de plata | Florete por equipos |
| Campeonato Mundial |                            |                  |                     |
| Año                | Lugar                      | Medalla          | Prueba              |
| 1981               | Clermont-Ferrand (Francia) | Medalla de oro   | Florete por equipos |